# Duncan Gray
Duncan Gray (* 14. Mai 1958 in Lower Hutt, Neuseeland) ist ein Squashspieler von der Norfolkinsel.
Gray begann im Alter von 26 Jahren mit dem Squashsport. 2010 war er Fahnenträger des Teams von der Norfolkinsel bei der Eröffnungsfeier der Commonwealth Games in Delhi. Gemeinsam mit seinem Partner Gye Duncan erreichte er im Herrendoppel die K.-o.-Phase. Auch 2006 nahm er schon an den Commonwealth Games teil, ebenfalls mit Gye Duncan und auch im Mixed mit Becky Nobbs.
Bei den Commonwealth Games 2014 schied er mit seinem Partner Mitchell Graham nach der Gruppenphase aus.